# 布雷克·謝亞
布雷克·謝亞（英語：Brek Shea；1990年2月28日—）是美國的一位足球運動員，在場上的位置是左後衛。他現在效力於美國職業足球大聯盟球隊國際邁阿密 。除了參加俱樂部的賽事之外，謝亞也是美國國家足球隊的一員，並且多次為美國隊進球。